# 富县
富县，本作鄜縣是中国陕西省中部的縣，洛河纵贯，由延安市所辖；邻接甘肃省。区域总面积为4185平方公里，人口約22.5万人。

## 历史沿革
秦置雕阴县，东晋、北朝先后置长城县、三川县，隋置上郡、洛交县、三川县，唐武德元年（公元618年）改上郡为鄜州，历经宋、元、明、清近1300年。1913年改鄜县，1964年经国务院批准改为富县。

## 行政区划
富县下辖1个街道办事处、6个镇、1个乡：
茶坊街道、羊泉镇、张村驿镇、张家湾镇、直罗镇、牛武镇、寺仙镇和北道德乡。

## 人口
根據第七次人口普查數據，截至2020年11月1日零時，富裕縣常住人口為224040人。